# Piper uncinulatum
Piper uncinulatum är en pepparväxtart som beskrevs av Henry Nicholas Ridley. Piper uncinulatum ingår i släktet Piper och familjen pepparväxter. Inga underarter finns listade i Catalogue of Life.